# Lijst van vlaggen van Guatemala
Dit is een lijst van vlaggen van Guatemala.

## Nationale vlag (perFIAV-codering)
|          | Civiele vlag | Staatsvlag | Oorlogsvlag |
| -------- | ------------ | ---------- | ----------- |
| Te land  | · ?          | · ?        | · ?         |
| Te water | · ?          | · ?        | · ?         |

## Vlaggen van bestuurders
| Vlag                                 | Periode | Functie                              | Beschrijving                                                                             |
| ------------------------------------ | ------- | ------------------------------------ | ---------------------------------------------------------------------------------------- |
| Vlag van de president van Guatemala. |         | Vlag van de president van Guatemala. | Zoals de nationale vlag, maar met zes gouden sterren in de blauwe baan aan de hijszijde. |

## Vlaggen van politieke partijen
| Vlag                                                     | Periode | Functie                                                  | Beschrijving                                                                        |
| -------------------------------------------------------- | ------- | -------------------------------------------------------- | ----------------------------------------------------------------------------------- |
| Vlag van de Unidad Revolucionaria Nacional Guatemalteca. |         | Vlag van de Unidad Revolucionaria Nacional Guatemalteca. | In de kleuren van de nationale vlag, de initialen in wit op een blauwe achtergrond. |